# Riverdale (Géorgie)
Pour les articles homonymes, voir Riverdale.
Riverdale est une ville américaine située dans le comté de Clayton en Géorgie.
La ville devient une municipalité en 1908. Elle prend le nom de Riverdale en l'honneur des époux Rivers, qui donnèrent leurs terres pour la création du quartier de la gare.

## Démographie
| 1910 | 1920 | 1930 | 1940 | 1950 | 1960  |
| ---- | ---- | ---- | ---- | ---- | ----- |
| 139  | 159  | 158  | 207  | 263  | 1 045 |

| 1970  | 1980  | 1990  | 2000   | 2010   | - |
| ----- | ----- | ----- | ------ | ------ | - |
| 2 521 | 7 121 | 9 359 | 12 478 | 15 134 | - |

Selon le recensement de 2010, Riverdale compte 15 134 habitants. La municipalité s'étend sur 4,54 milles carrés (11,76 km2).